# Horizont van Bunde
De Horizont van Bunde is een dunne laag in de ondergrond van het zuidwesten van het Nederlandse Zuid-Limburg. De horizont is onderdeel van de Formatie van Houthem en stamt uit het Paleoceen.
Normaal gesproken ligt de Horizont van Bunde boven op de oudere Kalksteen van Geulhem en onder de jongere Kalksteen van Bunde (beide ook in de Formatie van Houthem).